# Артюхин, Сергей Евгеньевич
Сергей Евгеньевич Артюхин (1 ноября 1976 — 12 сентября 2012) — российский и белорусский борец греко-римского стиля. Сын чемпиона мира по борьбе Евгения Артюхина, брат российского хоккеиста Евгения Артюхина.

## Биография
Родился в 1976 году в Москве. В составе сборной России завоевал Кубок мира 2001 года. С 2005 года выступал за Беларусь, в составе которой выиграл чемпионат Европы по борьбе 2005 года, был дважды бронзовым призёром чемпионатов мира, а также принял участие в Олимпийских играх 2008 года.
Кроме борьбы, Сергей увлекался хоккеем. 12 сентября 2012 во время хоккейной тренировки у спортсмена внезапно остановилось сердце.